# 昇立化工
昇立化工控股有限公司，簡稱昇立化工控股，以及昇立化工（英語：SunVic Chemical Holdings Limited），在1989年由孫立平創立在中國內地經營生产及销售化工產品，包括从事丙烯酸及丙烯醛脂。
總部位於江蘇省鹽城市。而股份在2007年2月5日於新加坡交易所主板上市，招股價為0.3坡元，配售股份為155,000,000股，集資額為46,500,000坡元。

## 連結
- Sunvic-Chem.com （页面存档备份，存于）